# Mangrove Cay (îles Caïques)
Mangrove Cay est une des îles Caïcos dans le territoire des îles Turks-et-Caïcos.